# Calomyrmex albopilosus
Calomyrmex albopilosus is een mierensoort uit de onderfamilie van de schubmieren (Formicinae). De wetenschappelijke naam van de soort is voor het eerst geldig gepubliceerd in 1876 door Mayr.